# رادون-۲۲۲
رادون-۲۲۲ (۲۲۲Rn, Rn-222، در گذشته با نام‌های تراوش رادیوم یا رادون نیز شناخته می‌شد) پایدارترین ایزوتوپ رادون، با نیمه عمر تقریباً ۳٫۸ روز است. این نوکلید در زنجیره واپاشی اورانیوم-۲۳۸ اولیه گذرا است و محصول واپاشی فوری رادیوم-۲۲۶ می‌باشد. رادون-۲۲۲ اولین بار در سال ۱۸۹۹ مشاهده شد و چندین سال بعد به عنوان ایزوتوپ یک عنصر جدید شناسایی شد. در سال ۱۹۵۷، نام رادون، که قبلاً فقط به رادون-۲۲۲ نسبت داده می‌شد، نام عنصر در نظر گرفته شد. به دلیل ماهیت گازی و پرتوزایی بالا، رادون-۲۲۲ یکی از دلایل اصلی سرطان ریه محسوب می‌شود.